# Neuhaus (azienda)
Neuhaus è una nota pasticceria belga, che produce e vende cioccolato, biscotti e gelato, fondata nel 1857 da Jean Neuhaus. È conosciuta per essere stata la prima a creare la praline belga, che ha la particolarità di essere farcita con delle creme.

## Storia
Jean Neuhaus, il fondatore dell'azienda, è originario della Svizzera ma decide d'installarsi a Bruxelles e apre una farmacia nella famosa Galerie de la Reine. Le medicine che vende hanno un sapore sgradevole così ha l'idea di avvolgerle in zucchero e cioccolato. Il successo è immediato e il nipote, che porta il nome del nonno, vede subito l'enorme potenziale e nel 1912 crea la prima pralina. Si parla anche di "praline belga" per distinguerla dalla praline francese creata nel XVII secolo da Clément Jaluzot, capo cuoco del marechallo César de Choiseul conte Plessis-Praslin. Questi infatti aveva creato la praline una caramella al cui interno c'era una mandorla ed esternamente era ricoperta da zucchero solidificato, talvolta aromatizzato con vari gusti.
Nel 1915 Louise Agostini crea una scatola per contenere i preziosi cioccolatini farciti di crema, il famoso "Ballotin", che sarà subito brevettato dal marito Jean Neuhaus Jr. Nel 1937 furono creati due cioccolatini che sono diventati un classico di Neuhaus: "Bonbon 13" e "Astrid", creato in omaggio alla regina Astrid, molto amata dai belgi e deceduta pochi anni prima. Nel 1958, in occasione dell'esposizione universale, nascono "Caprice" e "Tentation", farcite con nougatine, crema o ganache. Questi cioccolatini fanno parte dei grandi classici. Nel 2000 diventa fornitore della corte del Belgio, su brevetto concesso dal re Alberto II.
Neuhaus è presente in circa 50 Paesi con un totale di circa 1500 negozi.